# بليد براون
بليد براون (بالإنجليزية: Blade Brown)‏ هو رابر بريطاني، ولد في 12 فبراير 1985 في استراتام ‏ في المملكة المتحدة.